# Monumento José Félix Ribas
El monumento José Félix Ribas es el nombre que recibe un complejo monumental construido para conmemorar la Batalla de La Victoria (que se desarrolló el 12 de febrero de 1814), y el día de la Juventud Venezolana. Está localizado en el cerro de La Juventud (o cerro La Bandera) en La Victoria en jurisdicción del municipio José Félix Ribas en el estado Aragua al centro norte del país sudamericano de Venezuela. Recibe su nombre por el heróe y procér de la independencia general en jefe José Félix Ribas.
La idea de construir un monumento en el área se planteó por primera vez en 2013. Consta de una plaza con dos monolitos que apuntan hacia el cielo. Forma parte del paseo José Félix Ribas y fue inaugurado el miércoles 12 de febrero de 2014, con la presencia de autoridades regionales y nacionales.
El monumento es accesible a pie y por transporte público y permite la realización de diversas actividades de todo tipo, básicamente actos culturales, recreativos y deportivos. Los monolitos alcanzan una altura de 9,4 metros de alto y 2,9 de ancho y tienen elementos de relieve con mármol. Tuvo un costo de 161.120.680 bs y fue realizado en el Estado Zulia para luego se ha trasladado a territorio aragüeño.